# Otto von Bülow
Otto von Bülow est un sous-marinier et marin allemand, né le 16 octobre 1911 à Wilhelmshaven et mort le 5 janvier 2006 à Wohltorf.
Pendant la Seconde Guerre mondiale, il a été capitaine de U-Boot. Il a ensuite été incorporé dans la Bundesmarine où il a atteint le grade de Kapitän zur See et exercé divers commandements.

## Biographie
D'une famille noble du Mecklembourg connue depuis 1929. Il épouse Helga Christiansen le 5 juin 1937 à Brême. Il rejoint la Reichsmarine le 1er avril 1930. Il intègre l'école navale de Stralsund. Entre juillet et octobre 1930, il sert sur le Niobé puis sur le croiseur léger Emden jusqu'en janvier 1932. Entre 1932 et 1933, en tant que cadet, il suit les cours de l'Académie navale de Flensbourg Mürwik.
Début 1933 dans la Kriegsmarine, il sert sur le cuirassé navire école Deutschland comme chef de batterie de 280 mm, De 1935 à 1937 : de nouveau sur le Emden, puis entre 1937 et 1939 il est chef de batterie antiaérienne sur le cuirassé navire école Schleswig Holstein. De 1939 à 1940, il est posté à terre comme responsable de la Flak à Pillau (Baltiisk). Il opte pour les sous-marins en avril 1940.
Pendant la Guerre, il commande le U-3, le U-404, la 23. Unterseebootsflottille basée à Danzig, le U-2545 en avril 1945 et est nommé chef de la 21. Unterseebootsflottille. Il est capturé par les Anglais à Plön.
Au cours du conflit, il coule quinze navires. Il reçoit la croix de chevalier de la croix de fer avec feuilles de chêne et la croix du Mérite de guerre.
Officier dans la Bundesmarine entre 1956 et 1959, il commande la garnison de Bremerhaven puis entre 1959 et 1962 le Zerstörer Z 6 (destroyer Z 6 classe 119) et achève sa carrière comme chef de la 3e escadre de destroyers en 1970. 
Il est décoré de la croix d'officier de l'ordre du Mérite de la République fédérale d'Allemagne.